# Isòtops del silici
El silici (Si) té nombrosos isòtops coneguts, amb nombres màssics variant de 22 fins a 44. El 28Si (l'isòtop més abundant, 92,23%), el 29Si (4,67%),i el ³⁰Si (3,1%) són estables; el ³²Si és un isòtop radioactiu produït per espal·lació per raigs còsmics de l'argó. El seu període de semidesintegració s'ha determinat en aproximadament 179 anys (0.21 MeV), i es desintegra per emissió beta en ³²P (que té un període de semidesintegració de 14.28 dies) i llavors en ³²S. La massa atòmica estàndard és 28.0855(3) u

## Taula
| símbol del núclid | Z(p)                | N(n)                | massa isotòpica (u) | Període de semidesintegració | Espín nuclear | Composició isotòpica representativa (fracció molar) | Rang de variació natural (fracció molar) |
| símbol del núclid | Energia d'excitació | Energia d'excitació | Energia d'excitació | Període de semidesintegració | Espín nuclear | Composició isotòpica representativa (fracció molar) | Rang de variació natural (fracció molar) |
| ----------------- | ------------------- | ------------------- | ------------------- | ---------------------------- | ------------- | --------------------------------------------------- | ---------------------------------------- |
| 22Si              | 14                  | 8                   | 22.03453(22)#       | 29(2) ms                     | 0+            |                                                     |                                          |
| 23Si              | 14                  | 9                   | 23.02552(21)#       | 42.3(4) ms                   | 3/2+#         |                                                     |                                          |
| 24Si              | 14                  | 10                  | 24.011546(21)       | 140(8) ms                    | 0+            |                                                     |                                          |
| 25Si              | 14                  | 11                  | 25.004106(11)       | 220(3) ms                    | 5/2+          |                                                     |                                          |
| 26Si              | 14                  | 12                  | 25.992330(3)        | 2.234(13) s                  | 0+            |                                                     |                                          |
| 27Si              | 14                  | 13                  | 26.98670491(16)     | 4.16(2) s                    | 5/2+          |                                                     |                                          |
| 28Si              | 14                  | 14                  | 27.9769265325(19)   | ESTABLE                      | 0+            | 0.92223(19)                                         | 0.92205-0.92241                          |
| 29Si              | 14                  | 15                  | 28.976494700(22)    | ESTABLE                      | 1/2+          | 0.04685(8)                                          | 0.04678-0.04692                          |
| ³⁰Si              | 14                  | 16                  | 29.97377017(3)      | ESTABLE                      | 0+            | 0.03092(11)                                         | 0.03082-0.03102                          |
| 31Si              | 14                  | 17                  | 30.97536323(4)      | 157.3(3) min                 | 3/2+          |                                                     |                                          |
| ³²Si              | 14                  | 18                  | 31.97414808(5)      | 132(13) a                    | 0+            |                                                     |                                          |
| 33Si              | 14                  | 19                  | 32.978000(17)       | 6.18(18) s                   | (3/2+)        |                                                     |                                          |
| 34Si              | 14                  | 20                  | 33.978576(15)       | 2.77(20) s                   | 0+            |                                                     |                                          |
| 35Si              | 14                  | 21                  | 34.98458(4)         | 780(120) ms                  | 7/2-#         |                                                     |                                          |
| 36Si              | 14                  | 22                  | 35.98660(13)        | 0.45(6) s                    | 0+            |                                                     |                                          |
| 37Si              | 14                  | 23                  | 36.99294(18)        | 90(60) ms                    | (7/2-)#       |                                                     |                                          |
| 38Si              | 14                  | 24                  | 37.99563(15)        | 90# ms [>1 µs]               | 0+            |                                                     |                                          |
| 39Si              | 14                  | 25                  | 39.00207(36)        | 47.5(20) ms                  | 7/2-#         |                                                     |                                          |
| 40Si              | 14                  | 26                  | 40.00587(60)        | 33.0(10) ms                  | 0+            |                                                     |                                          |
| 41Si              | 14                  | 27                  | 41.01456(198)       | 20.0(25) ms                  | 7/2-#         |                                                     |                                          |
| 42Si              | 14                  | 28                  | 42.01979(54)#       | 13(4) ms                     | 0+            |                                                     |                                          |
| 43Si              | 14                  | 29                  | 43.02866(75)#       | 15# ms [>260 ns]             | 3/2-#         |                                                     |                                          |
| 44Si              | 14                  | 30                  | 44.03526(86)#       | 10# ms                       | 0+            |                                                     |                                          |